# Sidekicks
Sidekicks is een Amerikaanse speelfilm uit 1992, geregisseerd door Aaron Norris naar een scenario van Lou Illar en Galen Thompson. Hoofdrollen werden vertolkt door Jonathan Brandis, Beau Bridges en Chuck Norris.

## Verhaal
Barry Gabrewski (Jonathan Brandis) is een knul die lijdt aan astma en problemen heeft in het leven.
Hij woont bij zijn vader, een computerprogrammeur in Texas.
Hij heeft moeite om het leven door te komen, heeft problemen op school omdat hij gepest wordt, mede door zijn gezondheid.
Om te ontsnappen aan de ellende droomt hij dat hij, als de Witte Ninja, samen is met zijn grote held Chuck Norris om zijn favoriete lerares Noreen Chan (Julia Nickson-Soul) te redden van zijn pestkoppen die haar in zijn droom lastigvallen.
Barry is het beu om iedere keer het mikpunt te zijn van de pesterijen van de grotere jongens en besluit Karate te leren, hopende zijn grote held ooit eens te ontmoeten.
Maar hij wordt door de arrogante dojo eigenaar Kelly Stone (Joe Piscopo) afgewezen, omdat hij Barry te slap vindt.
Hij wordt onder de hoede genomen door een oude Chinese man genaamd Mr. Lee (Mako), de slimme oom van zijn lerares.
Mr. Lee besluit Barry de nobele kunst van kungfu bij te brengen, zodat hij zich kan verdedigen tegen de pestkoppen.
Hij behandelt tevens zijn astma, zodat hij meer uithoudingsvermogen krijgt.
Barry besluit mee te doen met een lokaal toernooi met Mr. Lee en Ms. Chan en ziet zijn droom werkelijkheid worden als Chuck Norris, eigenlijk alleen als gast op het toernooi aanwezig, door Mr. Lee wordt overgehaald om zijn grootste fan te helpen en samen met hem een team te vormen.

## Rolverdeling
| Acteur             | Personage       |
| ------------------ | --------------- |
| Jonathan Brandis   | Barry Gabrewski |
| Chuck Norris       | zichzelf        |
| Beau Bridges       | Jerry Gabrewski |
| Mako               | Mr. Lee Chan    |
| Joe Piscopo        | Kelly Stone     |
| Danica McKellar    | Lauren          |
| Richard Moll       | Horn            |
| Julia Nickson-Soul | Ms. Noreen Chan |